# Anthidiellum xinjiangense
Anthidiellum xinjiangense är en biart som beskrevs av Wu 2004. Anthidiellum xinjiangense ingår i släktet Anthidiellum och familjen buksamlarbin. Inga underarter finns listade i Catalogue of Life.